# Yuan Xi
Yuan Xi (176-207) est le second fils de Yuan Shao et Protecteur de la province de You. Il fut marié à Zhen Ji mais se fit prendre sa femme par Cao Pi.